# Acacia guttata
Acacia guttata är en ärtväxtart som beskrevs av Johann Centurius von Hoffmannsegg. Acacia guttata ingår i släktet akacior, och familjen ärtväxter. Inga underarter finns listade i Catalogue of Life.